# 雪山山脈

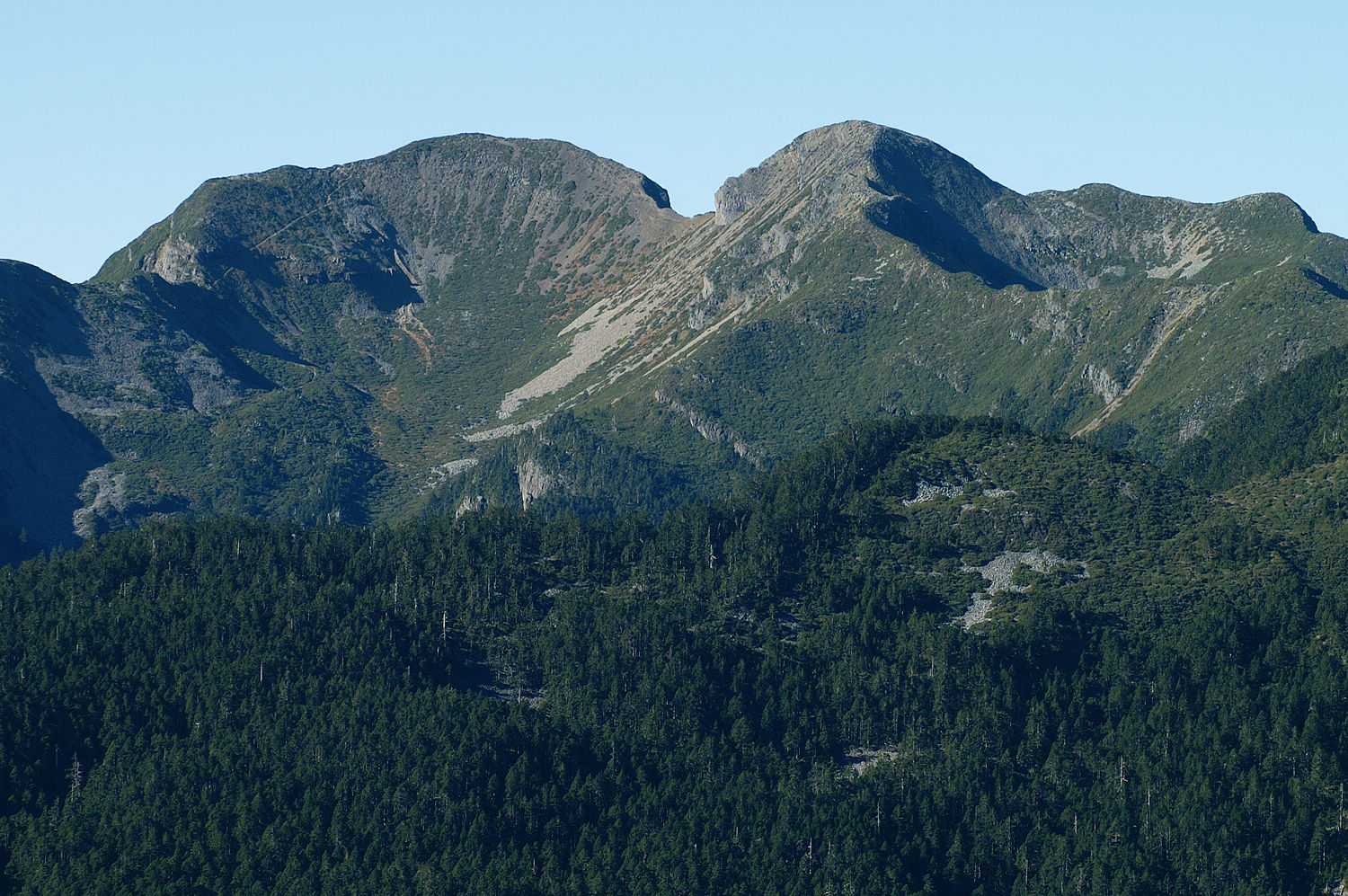
最高峰の雪山(3,886m)

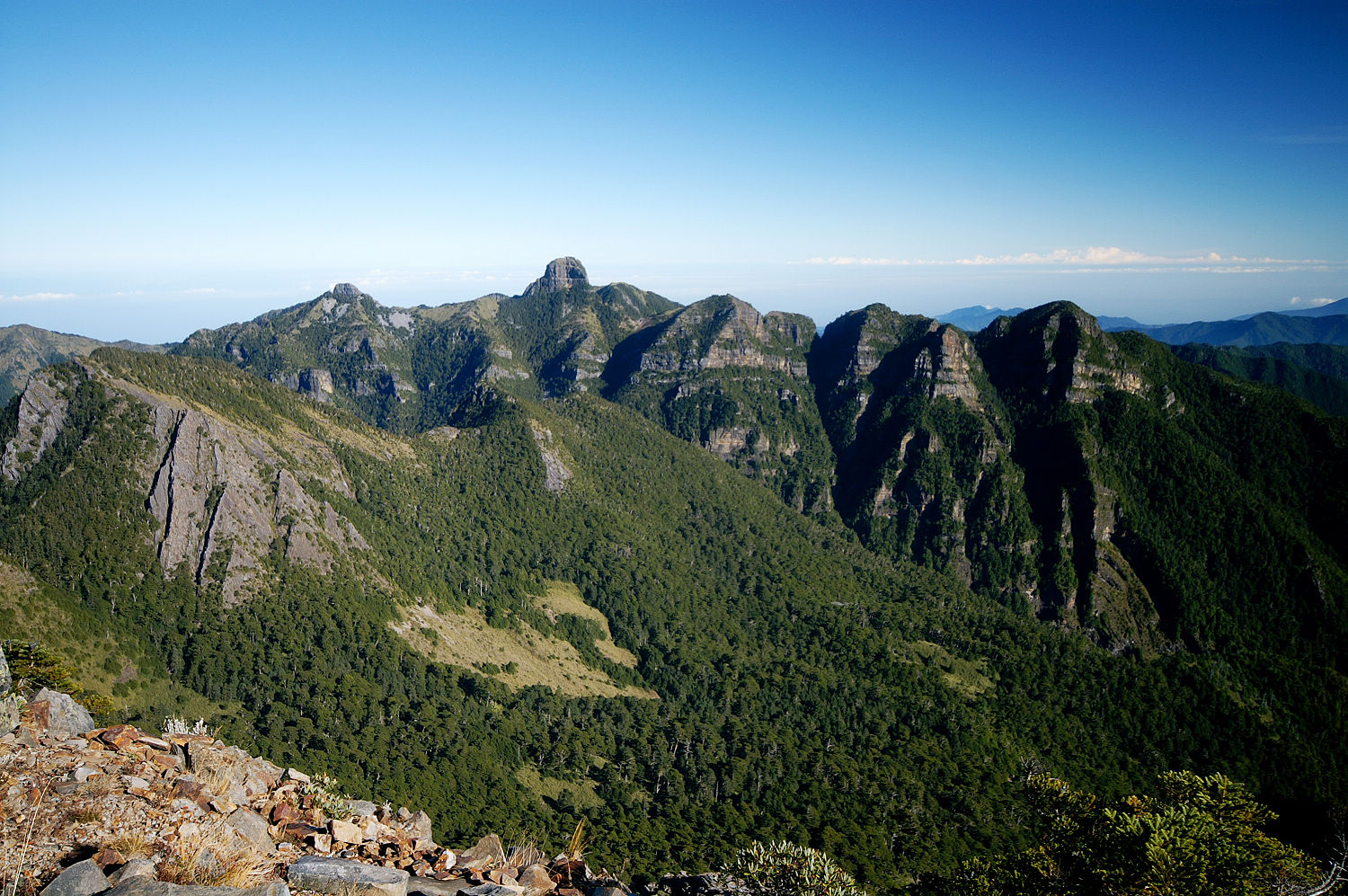
大覇尖山(3,505m)

雪山山脈（せつざん-さんみゃく）は、台湾島を南北に走る山脈で、五大山脈の一つ。中央山脈の北西に位置し、東側は蘭陽渓断層谷と大甲渓上流縦谷（合わせてピヤナン構造線と呼ばれる）で中央山脈と隔てられている。雪山山脈は台湾島で最も北に位置する山脈で、北東から南西に向かって伸びている。北端は新北市貢寮区の三貂角（新北市瑞芳区の鼻頭角とも言われる）であり、南端は南投県名間郷の濁水渓北岸にある濁水山となっている。全長はおよそ260km、幅はおよそ28km。旧称次高山脈（つぎたかさんみゃく）。

## 地形地質
大漢渓、大安渓、大甲渓の浸食を受け、雪山山脈は3地域に分けることができる。北部の阿玉山階段山地、中部の雪山地塁、南部の埔里陷落地帯である。山脈の名称にもなっている雪山は、雪山地塁のちょうど中心に位置し、そこから放射状に伸びて台湾北部まで途切れることなく続いている。
雪山山脈の地質は始新世から中新世にかけての粘板岩および変質砂岩を主とする構成となっている。年代区分上比較的古い地層は、赤褐色の砂岩、頁岩、粘板岩で構成されている。

## 主な山
雪山山脈には、台湾百岳のうち雪山（3,886m）、大剣山（3,594m）、品田山（3,524m）、大雪山（3,530m）、佳陽山（3,314m）などがある。このうち、雪山は雪山山脈の最高峰であり、台湾全土で見ても玉山山脈の玉山（3,952m）に次いで2番目の標高を誇っている。統計によれば、台湾百岳のうち19座が雪山山脈にあり、3,000m以上の山も54座ある。
主稜線
- 萊々山（らいらい-さん）
- 荖蘭山（ろうらん-さん）
- 屏風山（びょうぶ-やま）
- 福隆山（ふくりゅう-さん）
- 湾坑頭山（わんこうとう-ざん）
- 三方向山（さんぼうこう-ざん）
- 鶯子嶺（おうし-れい）
- 湖底嶺（こてい-れい）
- 鴻子山（こうし-ざん）
- 三角崙山（さんかくろん-さん）
- 烘炉地山（こうろち-さん）
- 大礁渓山（だいしょうけい-さん）
- 阿玉山（あぎょく-ざん）
- 紅柴山（こうさい-ざん）
- 中嶺（ちゅうれい）
- 拳頭母山（けんとうぼ-ざん）
- 棲蘭山（せいらん-ざん）
- バボークル山（バボークル-さん）
- 唐穂山（からほ-やま）
- 東保津寒山（ひがし-ほずかん-ざん）
- 眉有岩山（びゆうがん-ざん）
- 馬悩山（ばのう-ざん）
- 辺吉岩山（へんきつがん-ざん）
- カラヘエ山（カラヘエ-さん）
- 詩崙山（しろん-ざん）
- 桃山（とう-さん）
- 池有山（ちゆう-さん）
- 品田山（しなだ-やま）
- 布秀蘭山
- シミタ山（シミタ-さん）
- 次高北山（つぎたか-ほく-ざん）
- カランタックン山（カランタックン-ざん）
- 次高山北角（つぎたか-ほっ-かく）
- 次高山（つぎたか-やま）
- ボコル山（ボコル-さん）
- 火石山（かせき-さん）
- 頭鷹山（とうよう-さん）
- 大雪山（だいせつ-ざん）
- 中雪山（ちゅうせつ-ざん）
- 小雪山（しょうせつ-ざん）
- 稍來山（そうらい-さん）
- 大尖山（たいせん-ざん）
- 横嶺山（おうれい-さん）

その他
- ボンボン山（ボンボン-やま）
- シッキユス山（シッキユス-さん）
- 泰矢生山（たいしせい-さん）
- シナジー山（シナジー-さん）
- 大覇尖山（だいはせん-ざん）
- ムトロップ山（ムトロップ-さん）
- 伊沢山（いざわ-やま）
- 次高東山（つぎたか-とう-ざん）
- 志佳陽大山（しかよう-たい-さん）
- 大剣山（だいけん-ざん）
- 佳陽山（かよう-ざん）
- 白姑大山（はっく-たい-さん）
- 守城大山（しゅじょう-だい-せん）
- 北東眼山（きた-とうがん-ざん）
- 南東眼山（みなみ-とうがん-ざん）
- 丁字山（ていじ-ざん）
- 関刀山（かんとう-ざん）
- 頂猴洞山（ちょうこうどう-さん）
- 猴洞山（こうどう-さん）
- 有勝山（うしょう-ざん）
- 三角嶺（さんかく-れい）
- 関頭山（かんとう-ざん）
- 対万山（たいまん-ざん）
- 埋石山（まいせき-さん）
- 大尖山（たいせん-ざん）
- 水社大山（すいしゃ-たい-さん）
- 卜吉山（ぼくきつ-さん）
- 観音山（かんのん-さん）
- 白葉山（はくよう-さん）
- 松樹山（しょうじゅ-さん）
- 眉原山（びげん-ざん）
- 中川山（なかがわ-さん）
- 白毛山（はくもう-ざん）
- 次郎山（じろう-さん）
- 黒田山（くろだ-さん）
- 東卯山（とうぼう-さん）
- 砂連山（しゃれん-さん）
- 八仙山（はっせん-ざん）
- 頭拒山（とうきょ-さん）
- 暗影山（あんえい-ざん）
- 埤頭山（ひとう-ざん）
- 大横屏山（だいおうへい-さん）
- 鹿場大山（ろくじょう-たい-さん）
- 加里山（かり-さん）
- 大窩山（たいぼう-さん）
- 鳥嘴山（ちょうし-ざん）
- 鷺公髯山（がこうき-ざん）
- 五指山（ごし-ざん）
- 大山背山（だいさんばい-さん）
- 尖筆山（せんひつ-さん）
- 油羅山（ゆら-さん）
- マイバライ山（マイバライ-さん）
- シャカロー大山（シャカロー-だい-さん）
- メントユー山（メントユー-ざん）
- 霞山（か-ざん）
- 向天湖山（こうてんこ-さん）
- 内横屏山（ない-おうへい-さん）
- 外横屏山（がい-おうへい-さん）
- 麦樹仁山（ばくじゅじん-さん）
- 帽盒山（ぼうこう-さん）
- 李崠山（りとう-ざん）
- 飛鳳山（ひほう-ざん）
- 六畜山（ろくちく-さん）
- 檔把山（とうは-さん）
- 彩和山（さいわ-さん）
- 石牛山（せきぎゅう-さん）
- 鳥嘴山（ちょうつい-ざん）
- ナゼ山（ナゼ-さん）
- ケイフイ山（ケイフイ-さん）
- 夫婦山（ふうふ-やま）
- ララ山（ララ-さん）
- タマン山（タマン-さん）
- 插天山（そうてん-ざん）
- ルペー山（ルペーざん）
- メクイシモ山（メクイシモ-さん）
- 東眼山（とうがん-さん）
- カナビラ山（カナビラ-さん）
- タカイ山（タカイ-ざん）
- ロッペイ山（ロッペイ-ざん）
- カボ山（カボ-ざん）
- ルモン山（ルモン-ざん）
- タボーク山（タボーク-さん）
- ハロ山（ハロ-さん）
- ロホン山（ロホン-ざんん）
- 鶏卓山（けいたく-さん）
- 獅頭山（しとう-ざん）
- 熊空山（ゆうくう-ざん）
- 金面山（きんめん-ざん）
- 高種山（こうしゅ-さん）
- モッコ山（モッコ-ざん）
- 渓洲山（けいしゅう-ざん）
- 大尖山（たいせん-ざん）
- 草山（そう-ざん）
- 基隆山（きいるん-さん）
- 大尖山（たいせん-ざん）
- 蚊子山（ぶんし-ざん）
- 火炎山（かえん-ざん）
- 深澳山（しんおう-ざん）
- 九份坑山（きゅうふんこう-ざん）
- 三爪子坑山（さんかしこう-ざん）
- 大竹林山（たいちくりん-ざん）
- 大平林山（たいへいりん-ざん）
- 西山（せい-ざん）
- 坑山（こう-ざん）
- 五分山（ごふん-ざん）
- 伏獅山（ふくし-さん）
- 窖寮山（こくりょう-さん）
- 四堵山（しと-ざん）
- 金面山（きんめん-ざん）
- 鵲子山（こうし-ざん）
- 虎頭山（ことう-ざん）

## 古道
雪山山脈には多くの古道が確認されている。主なものとして最北辺の隆嶺古道、亀媽坑古道、草嶺古道、石坑古道、北宜古道、跑馬古道、桶後越嶺道、ハブン越嶺道、中嶺古道、スマングス古道などがある。このうちハブン古道や中嶺古道などは、タイヤル族の集落間の連絡用として使われている。このほか、雪山山脈の古道として、福巴越嶺道、角板山古道、鹿場連越嶺道、サカヤチン古道、北坑渓古道などがある。